# Diócesis de Ningbo
La diócesis de Ningbo, de Ningpo o de Ningxian (en latín: Dioecesis Nimpuovensis y en chino: 天主教宁波教区) es una circunscripción eclesiástica de la Iglesia católica en China. Se trata de una diócesis latina, sufragánea de la arquidiócesis de Hangzhou. Desde el 25 de septiembre de 2017 su obispo es Francesco Saverio Jin Yangke, aunque para el Anuario Pontificio es sede vacante desde el 7 de abril de 1967.

## Territorio y organización
La diócesis tiene 20 059 km² y extiende su jurisdicción sobre los fieles católicos de rito latino residentes en las ciudades-prefecturas de: Ningbo, Shaoxing y Zhoushan, de la provincia de Zhejiang.
La sede de la diócesis se encuentra en la ciudad de Ningbo, en donde se halla la Catedral de Nuestra Señora de la Asunción.
En 1950 en la diócesis existían 10 parroquias.

## Historia

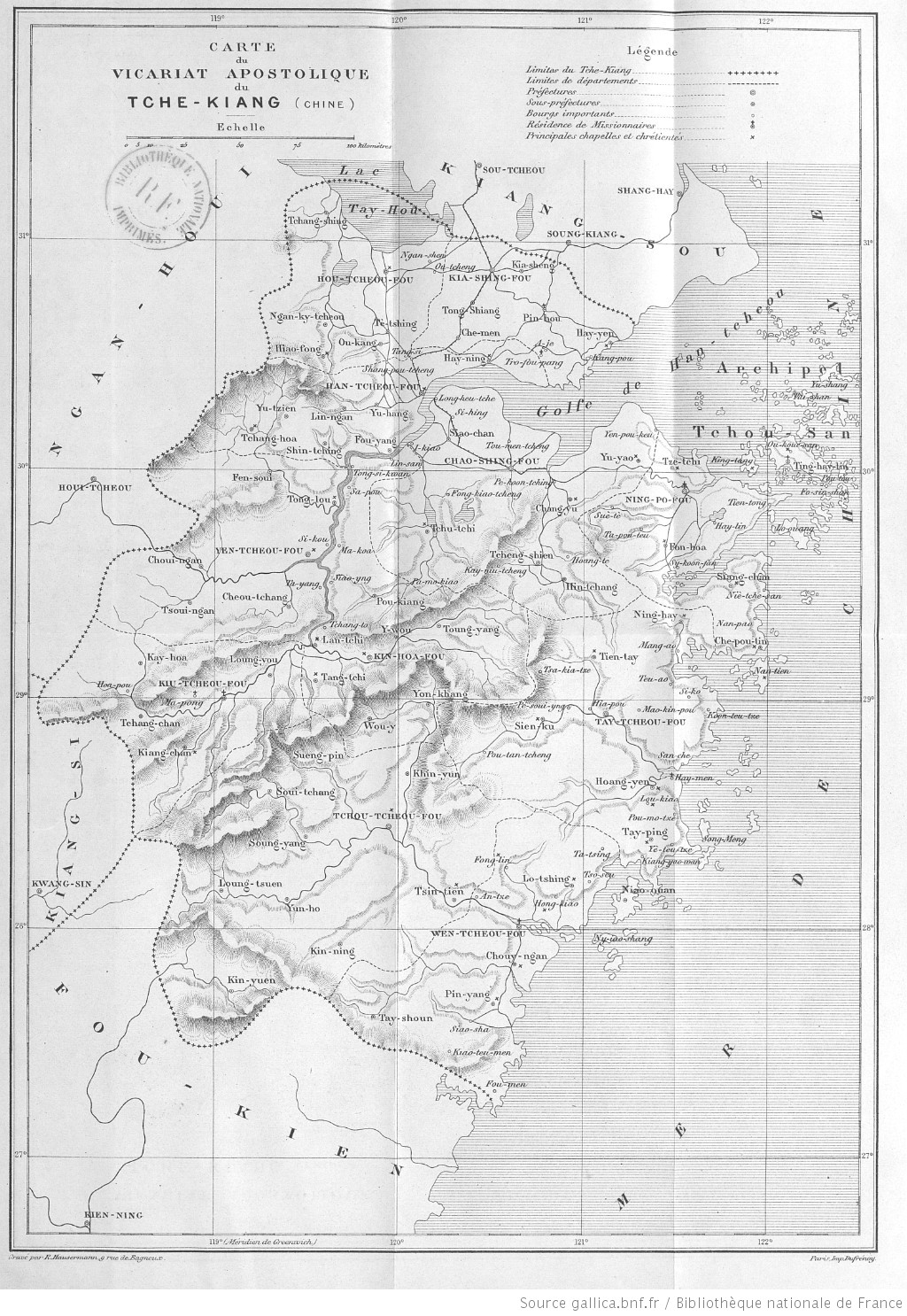
Mapa del vicariato apostólico de Chekiang a finales del (Paul-Marie Reynaud, Une autre Chine, Abbeville 1897)

El vicariato apostólico de Chekiang fue erigido el 15 de octubre de 1696 con el breve E sublimi Sedis del papa Inocencio XII, obteniendo el territorio de la diócesis de Nankín (hoy arquidiócesis de Nankín).
En 1758 los vicariatos apostólicos de Chekiang y Kiangsi fueron confiados al vicariato apostólico de Fujian (hoy arquidiócesis de Fuzhou).
El 14 de agosto de 1838 los vicariatos unidos de Chekiang y Kiangsi volvieron a independizarse con el breve Ex debito del papa Gregorio XVI.
El 27 de marzo de 1846, con otro breve Ex debito, el papa Gregorio XVI volvió a dividir los vicariatos apostólicos.
El 10 de mayo de 1910 cedió una porción de su territorio para la erección del vicariato apostólico de Chekiang Occidental (hoy arquidiócesis de Hangzhou) y al mismo tiempo asumió el nombre de vicariato apostólico de Chekiang Oriental. El 3 de diciembre de 1924 volvió a cambiar de nombre, asumiendo el de vicariato apostólico de Ningpo (Ningbo) en virtud del decreto Vicarii et Praefecti de la Congregación de Propaganda Fide.
El 10 de agosto de 1926 cedió una porción de su territorio para la erección del vicariato apostólico de Taizhou (hoy diócesis de Taizhou) mediante el breve Supremi apostolatus del papa Pío XI.
El 2 de julio de 1931 cedió otra porción de su territorio para la erección de la prefectura apostólica de Chuzhou (hoy diócesis de Lishui) mediante el breve Ut ea praestemus del papa Pío XI.
El 11 de abril de 1946 el vicariato apostólico fue elevado a diócesis con la bula Quotidie Nos del papa Pío XII.
El 3 de marzo de 1949 cedió otra porción de territorio para la erección de la diócesis de Yongjia mediante la bula Ecclesiasticas in catholico del papa Pío XII.
En 1949 el Partido Comunista de China capturó Zhejiang, se impuso en la guerra civil y proclamó la República Popular China el 1 de octubre de 1949. El 4 de septiembre de 1951 China comunista expulsó al nuncio apostólico Antonio Riberi y la Santa Sede continuó reconociendo a la República de China en Taiwán como el legítimo gobierno chino. Todos los misioneros extranjeros fueron expulsados de China comunista en 1952, entre ellos el obispo André-Jean-François Defebvre.
Después de la expulsión de Defebvre, la diócesis fue gobernada desde alrededor de 1950 por un administrador apostólico, el sacerdote chino Michel He Jinmin, que fue internado en un campo de reeducación en 1958. En 1960 Shu Qishui fue nombrado obispo "oficial" (es decir, perteneciente a la Asociación Patriótica Católica China) y gobernó la diócesis hasta su muerte en 1983. La Santa sede continuó reconociendo a Defebvre hasta su muerte en 1967, tras lo cual la sede se consideró vacante.
La Asociación Patriótica Católica China fue creada con el apoyo de la Oficina de Asuntos Religiosos de la República Popular de China en 1957, con el objetivo de controlar las actividades de los católicos en China. Su nombre público es Iglesia católica china y es referida como la "Iglesia oficial" en contraposición a la "Iglesia subterránea" o "Iglesia clandestina" leal a la Santa Sede.
En el período de 1966 a 1976 la Revolución Cultural se ensañó especialmente contra la religión, destruyéndose numerosas iglesias y cesaron todas las actividades religiosas en la diócesis. La diócesis reasumió sus actividades en la década de 1980.
Después de Shu Qishui, Michel He Jinmin, que había sido liberado del campo de reeducación en 1977, retomó su cargo de administrador apostólico hasta el 15 de mayo de 2000, cuando fue consagrado obispo de la diócesis sin autorización de la Santa Sede (por lo tanto obispo "oficial"). Muerto en 2004, le sucedió Matteo Hu Xiande, reconocido tanto por el gobierno chino como por la Santa Sede.
Hu Xiande murió en septiembre de 2017, pero ya en 2012 había nombrado obispo coadjutor a Francisco Xavier Jin Yangke, quien efectivamente asumió la dirección de la diócesis con natural continuidad. 
El 22 de septiembre de 2018 se firmó en Pekín el Acuerdo provisional entre la Santa Sede y la República Popular de China sobre el nombramiento de los obispos. El 22 de octubre de 2020 el acuerdo fue prorrogado por otros dos años y en octubre de 2022 por otros dos años más. La oficialización de Jin Yangke como obispo de Ningbo (en el marco del acuerdo de 2018 entre China y la Santa Sede) llegó el 18 de agosto de 2020.
Debido a la situación particular de la Iglesia católica en China, la Santa Sede no nombra obispos para las diócesis chinas, que son sedes oficialmente vacantes incluso en presencia de obispos reconocidos por Roma.

## Estadísticas
Según el Anuario Pontificio 2002 la diócesis tenía a fines de 1950 un total de 17 497 fieles bautizados.
| Año                                                                             | Población            | Población | Población      | Sacerdotes | Sacerdotes    | Sacerdotes    | Bautizados por sacerdote | Diáconos permanentes | Religiosos | Religiosos | Parroquias |
| Año                                                                             | Bautizados católicos | Total     | % de católicos | Total      | Clero secular | Clero regular | Bautizados por sacerdote | Diáconos permanentes | Varones    | Mujeres    | Parroquias |
| ------------------------------------------------------------------------------- | -------------------- | --------- | -------------- | ---------- | ------------- | ------------- | ------------------------ | -------------------- | ---------- | ---------- | ---------- |
| 1896                                                                            | 10 419               | 23 000    | 0.04           | 26         | 3             | 23            | 400                      |                      | 26         | 64         | ?          |
| 1925                                                                            | 47 176               | 14 000    | 0.3            | 53         | ?             | ?             | 890                      |                      | ?          | 106        | ?          |
| 1950                                                                            | 17 497               | 6 055 267 | 0.3            | 54         | 25            | 29            | 324                      |                      | 29         | 101        | 10         |
| Fuente: Catholic-Hierarchy, que a su vez toma los datos del Anuario Pontificio. |                      |           |                |            |               |               |                          |                      |            |            |            |

Según la Guide to the Catholic Church in China, en 2014 la diócesis contaba con aproximadamente 23 000 fieles, 14 iglesias abiertas al culto, 26 sacerdotes y 30 monjas de la Congregación de las Vírgenes del Purgatorio.

## Episcopologio
- Giovanni Donato Mezzafalce, C.O. † (1697?-después de 1710)
- François-Alexis Rameaux, C.M. † (11 de diciembre de 1838-14 de julio de 1845 falleció)
- Bernard-Vincent Laribe, C.M. † (14 de julio de 1845 por sucesión-26 de marzo de 1846 nombrado vicario apostólico de Jiangxi)
- Pierre Lavaissière, C.M. † (27 de marzo de 1846-19 de diciembre de 1849 falleció)
  - André Jandard, C.M. † (27 de agosto de 1850-14 de enero de 1851 nombrado vicario apostólico de Jiangxi)[18] (obispo electo)
- François-Xavier Danicourt, C.M. † (14 de enero de 1851[19]-mayo de 1854 nombrado vicario apostólico de Jiangxi)
- Louis-Gabriel Delaplace, C.M. † (12 de junio de 1854-21 de enero de 1870 nombrado vicario apostólico de Ce-li Septentrional)
- Edmond-François Guierry, C.M. † (21 de enero de 1870-8 de agosto de 1883 falleció)
- Paul-Marie Reynaud, C.M. † (7 de marzo de 1884-23 de febrero de 1926 falleció)
- André-Jean-François Defebvre, C.M. † (14 de diciembre de 1926-7 de abril de 1967 falleció)
- Sede vacante (dal 1967)
  - Shu Qishui † (27 de abril de 1960 consagrado-1983 falleció) (sin mandato papal)[20]
  - Michel He Jinmin † (15 de mayo de 2000 consagrado-4 de mayo de 2004 falleció) (sin mandato papal)
  - Matteo Hu Xian-de † (2004-25 de septiembre de 2017 falleció)
  - Francesco Saverio Jin Yangke, por sucesión desde el 25 de septiembre de 2017